# غلوريا أوليف
غلوريا أوليف (بالإنجليزية: Gloria Olive)‏ هي رياضياتية نيوزيلندية، ولدت في 8 يونيو 1923 في نيويورك في الولايات المتحدة، وتوفيت في 17 أبريل 2006 في دنيدن في نيوزيلندا.